# Cantón de Le Pont-de-Beauvoisin (Isère)
El cantón de Le Pont-de-Beauvoisin era una división administrativa francesa, que estaba situada en el departamento de Isère y la región de Ródano-Alpes.

## Composición
El cantón estaba formado por catorce comunas:
- Aoste
- Chimilin
- Corbelin
- Fitilieu
- Granieu
- La Bâtie-Montgascon
- Le Pont-de-Beauvoisin
- Les Abrets
- Pressins
- Romagnieu
- Saint-Albin-de-Vaulserre
- Saint-André-le-Gaz
- Saint-Jean-d'Avelanne
- Saint-Martin-de-Vaulserre

## Supresión del cantón de Le Pont-de-Beauvoisin
En aplicación del Decreto n.º 2014-180 de 18 de febrero de 2014, el cantón de Le Pont-de-Beauvoisin fue suprimido el 22 de marzo de 2015 y sus 14 comunas pasaron a formar parte; once del nuevo cantón de Chartreuse-Guiers, dos del nuevo cantón de La Tour-du-Pin y una del nuevo cantón de Monestel.